# Heo Ga-yoon
Heo Ga-yoon (허가윤?; Seul, 18 maggio 1990) è una cantante sudcoreana.
È stata membro del gruppo musicale 4Minute dalla formazione nel 2009 allo scioglimento nel 2016. Nel 2013 prende parte alla nascita della sotto-unità 2Yoon assieme a Ji-yoon.

## Carriera
La Cube Entertainment annunciò che Heo Ga-yoon sarebbe stata un membro del girl group da cinque membri 4Minute nel maggio del 2009. Il gruppo debuttò il 18 giugno successivo. In precedenza, era apparsa nel video musicale di "I'm Yours" nel 2008 insieme a Im Seul-ong dei 2AM.
Nel 2010 fu scelta per interpretare "One Two Three" per la colonna sonora del serial Ajikdo gyeolhonhago sip-eun yeoja, insieme a Han Ye-ji. Cantò inoltre nell'album di Sunny Side Bad Guy Good Girl il brano omonimo. A ottobre 2010 fu una dei venti idol sudcoreani a registrare la canzone "Let's Go" per aumentare la partecipazione del pubblico al G-20 di Seul. L'anno successivo cantò "Wind Blow" per la colonna sonora del serial My Princess, oltre a "Shameless Lie" per quella di Lie To Me. Debuttò come attrice in Nado, kkot! con un cameo come una studentessa di scuola superiore. Il 24 ottobre 2011 pubblicò "I Think It Was a Dream" per la colonna sonora del serial Poseidon. Fu inoltre scelta per cantare insieme a Mario il brano "Message".
Nel 2012, comparve nel drama Bitgwa geurimja e pubblicò un singolo da solista, "My Love By My Side", il 16 novembre. Nel 2013 formò con Ji-yoon il duo 2Yoon, che debuttò con l'EP Harvest Moon e il singolo "24/7" il 17 gennaio. Nel mese di gennaio 2014, Hyuna, Ga-yoon e Sohyun registrarono "Only Gained Weight" per l'album del decimo anniversario dei Brave Brothers. Il 18 agosto 2015, pubblicò un brano per la colonna sonora di Yong-par-i, "Nightmare", insieme a Yong Jun-hyung.
Il 13 giugno 2016 fu confermato lo scioglimento delle 4Minute a causa del mancato rinnovo del contratto da parte di tutti i membri, tranne Hyuna.